# Might and Magic IX
A Might and Magic IX egy 2002-ben megjelent számítógépes szerepjáték, melyet a New World Computing fejlesztett és a 3DO adott ki. Története a Might and Magic VIII folytatása, amely a Heroes of Might & Magic IV-gyel egy világban játszódik. Először a sorozat történetében, a játék teljesen háromdimenziós, LithTech grafikus motor által generált világban játszódik. A fejlesztés során a "Writ of Fate" melléknévvel illették a játékot, mely a rajongók körében azóta is közismert.

## Játékmenet
A Might and Magic IX-ben négy játékos karaktert irányíthatunk, akiket a játék kezdetén választunk ki. Mindegyikőjük hat alaptulajdonsággal rendelkezik: erő, mágia, állóképesség, pontosság, sebesség, és szerencse. A karakter fajától függően ezek a képzettségek lehetnek erősek vagy gyengék. Választhatunk törpöt, félorkot, tündét, vagy éppen embert. A törpök kitartóak, de nem járatosak a mágiában, a tündék pontosak, de nem elég kitartók, a félorkok erősek, de lassúak. Az embereknek nincs se jó, se rossz tulajdonságuk, a másik három fajnak van egy profi és egy gyengébb képzettsége. Ennek a pontok elosztásánál van nagy szerepe, a jó képzettséghez feleannyi, a rosszhoz kétszer annyi pont kell egy egységnyi emeléskor. A korábbi részekhez hasonlóan itt is vannak másodlagos képzettségek, melyeket a játék során befolyásolhatunk.
Eltűntek a klasszikus karakterosztályok. Most már a hősök kezdetben csak harcosok vagy beavatottak lehetnek. Viszont a játék során bizonyos kinevező küldetések teljesítésével a karakterek saját osztályaikba léphetnek előre. Például egy harcosból lehet zsoldos vagy keresztes lovag. A keresztes lovagból pedig lehet ranger vagy paladin.
Huszonhárom egyedi képesség sajátítható el a játék során, ezeket négy csoportra osztották. Hat támadó képesség, három védekező képesség, négy varázslatosztály (fény, sötétség, elementális, lélek), és egyéb képzettségek (például csapdák hatástalanítása). Minden képesség növelhető expert, mester, és nagymester szintre is, a karakterosztályoktól és a kinevezéstől függően.

## Cselekmény
Ahogy azt a Heroes of Might and Magic IV-ben is láthattuk, Enroth világa egy kataklizma következtében elpusztult, az új rész már Axeoth világában játszódik, annak is Chedian nevű területén. Tamur Leng, hordái élén, éppen megszállni készül a területet. A játékos négy karaktere Ravensford városából indult útnak ekkoriban, ám hajótörést szenvedtek a Hamvak Szigetének közelében. Egy remete jóslatának hatására csatlakozik hozzájuk Forad Darre, a harcos, hogy Chedian hat klánját egységbe kovácsolva visszaverhessék a barbár támadást.
Forad vezeti csatába a klánokat, de csúfos vereséggel zárul. Az egyik vezető szelleme elárulja a hősöknek, hogy Forad kettős ügynök és Lengnek dolgozik. A győzelemhez szükségük van arra, hogy Axeoth túlvilágába menjenek, ahol a holtak istenétől kérjék ősi szellemeik feltámasztását. Ehhez szükségük van a Végzet Írására, mely elrendelteti sorsukat. Miután megszerezték, döbbenten látják, hogy Leng végzett Forad Darre-ral, és hogy neki is van egy saját Végzet Írása, mely ellentmond a hősökének. Az istenek segedelmével kiderül, hogy sorsuk valójában átverés, Njam, a káosz istene űzte velük kisded játékát. Krohn, az istenek vezetője arra kéri a csapatot, hogy zárják be Njam lelkét az Ezer Terror Sírjába, amely – mint utólag kiderül – az ő valódi végzetük.
A játéknak nem sok köze van az elődökhöz, ami a történetet illeti. Az egyetlen szereplő, akivel találkozunk is, az Nicolai Ironfist, illetve Roland királyról és a Kreeganekről is esik szó. A Heroes IV történései nem itt, hanem messze túl a tengeren játszódnak, így a két játék közt nincs nagyobb átfedés. A korábbi sci-fi elemek teljesen eltűntek, helyette számos karakter és sztorielem egyértelműen a kelta és a viking mitológiából származik.

## Fejlesztés
A játék készítése közvetlenül a nyolcadik rész után, 2001-ben kezdődött. Jon Van Canenghem egyáltalán nem vett részt a fejlesztésben, először a sorozat története során, helyette Tim Lang volt a vezető fejlesztő. A fejlesztőcsapat számára óriási nehézséget okozott, hogy a kiadó 3DO szoros kiadási határidőt szabott meg, amellett a visszavágott költségvetés és a szintén költségcsökkentési okokból megtizedelt csapat sem kedvezett. Ráadásul a Legends of Might and Magic című játékot párhuzamosan kellett fejleszteni, ami plusz erőforrásokat vont el. Ennek köszönhetően a fejlesztőknek ki kellett vágniuk több fejlesztés alatt álló tartalmat vagy az előző részekből átvenni szándékozott elemet. Tim Lang elmondása szerint a játék játszható állapotba hozásához még legalább félévi fejlesztésre lett volna szükség. Egy 2004-es interjúban Jon Van Canenghem is elmondta, hogy ha rajta múlt volna, abban az állapotban, ahogy megjelent, nem adta volna ki a játékot.
A fejlesztés közben Tim Lang már elkezdte tervezni egy lehetséges folytatás, a Might and Magic X történetének körvonalait. Egyes elemeket a potenciális folytatásról már a játékban is elrejtettek. A folytatás egy másik kontinensen, Beldonián játszódott volna, és többek között Nicolai Ironfist is visszatért volna benne, de ez a játék sosem készült el.

## Kritikák
Ahogy az várható volt, az elkapkodott megjelenés megbosszulta magát. A csalódás a rajongók részéről nagy volt, ismerve a sorozat korábbi epizódjainak hatalmas sikereit. A legtöbb kritika a környezeti interakciók hiányát, a kidolgozatlan grafikát, és az általánosan látható félkészséget érte. Rögtön a játék elkészítése után érkezett egy javító patch, mely az addig felfedezett hibákat orvosolta. Az 1.2-es patch volt az utolsó, sajnos röviddel ezután a 3DO tönkrement, ami kizárta a lehetőségét annak, hogy további hivatalos javítások jelenhessenek meg. 2003-ban a The Erathia Liberation Party házilag készített egy nem hivatalos, 1.3-as patchet, mely a még mindig létező hibák nagy részét javította. Tervbevették az 1.4-es javítást is, amivel a lehetőségekhez képest teljes értékűvé tennék a programot, de ez sosem jelent meg, a játék iránti csekély érdeklődés, valamint a Ubisoft és a LithTech részéről hiányzó támogatás miatt.

## Fordítás
- Ez a szócikk részben vagy egészben  a   Might and Magic IX című angol Wikipédia-szócikk ezen változatának fordításán alapul.  Az eredeti cikk szerkesztőit annak laptörténete sorolja fel. Ez a jelzés csupán a megfogalmazás eredetét és a szerzői jogokat jelzi, nem szolgál a cikkben szereplő információk forrásmegjelöléseként.